# Peroxa (Boente)
Peroxa (en gallego y oficialmente, A Peroxa) es una aldea española situada en la parroquia de Boente, del municipio de Arzúa, en la provincia de La Coruña, Galicia.

## Demografía
| Gráfica de evolución demográfica de Peroxa entre 2000 y 2018 |
|                                                              |
| Datos según el nomenclátor publicado por el INE.             |